# Vaďovce
Vaďovce este o comună slovacă, aflată în districtul Nové Mesto nad Váhom din regiunea Trenčín. Localitatea se află la altitudinea de 228 m deasupra n.m., se întinde pe o suprafață de 11,12 km2 și în 2017 număra 727 de locuitori.

## Istoric
Localitatea Vaďovce este atestată documentar din 1392.

## Demografie
| An:                | 1994 | 2004   | 2014    | 2024   |
| ------------------ | ---- | ------ | ------- | ------ |
| Număr de persoane: | 687  | 686    | 758     | 743    |
| Diferență:         |      | −0,14% | +10,49% | −1,97% |

| An:                | 2023 | 2024   |
| ------------------ | ---- | ------ |
| Număr de persoane: | 721  | 743    |
| Diferență:         |      | +3,05% |